# Louis de Witte
Louis Charles Bruno de Witte (Guamacaro, Cuba, 15 april 1822 - Elsene, 4 maart 1899) stamde uit de familie De Witte, veefokkers uit Brugge en het Brugse Vrije. Hij werd een Belgisch luitenant-generaal en werd de stamvader van de in zijn persoon geadelde familie De Witte, later De Witte de Haelen.

## Levensloop
Zoon van Louis-Bruno de Witte en van Anne Lassabe, was hij een van de vier kinderen en enige zoon van het echtpaar, geboren in Cuba, en wettelijk erkend in 1829 naar aanleiding van hun burgerlijk huwelijk in Brugge, na de terugkomst van het gezin uit Cuba, waar de ouders, volgens de Spaanse wet, kerkelijk gehuwd waren.
Louis trouwde in 1856 in Frankfurt am Main met barones Elisa Du Jardin (1828-1919), dochter van  baron Aldephonse Du Jardin (1796-1870), buitengewoon gezant, gevolmachtigd minister en secretaris-generaal van het ministerie van financies, die vertrouwelijke relaties had met de Belgische koningen. Hij werd Belgisch genieofficier, algemeen inspecteur van de fortificaties en promoveerde tot de hoogste graad van luitenant-generaal (1883).
Hij werd vleugeladjudant van de koningen Leopold I (1864-1865) en Leopold II (1866-1871). Het echtpaar kreeg twee zoons, Léon en Edouard de Witte, en een dochter.
In 1858 verkreeg hij opname in de erfelijke adel. Waarschijnlijk had hij dit aan de invloed van zijn schoonvader te danken, die zelf in 1848 geadeld was. Niet hij, maar zijn zoon Léon kreeg in 1921 de barontitel en in 1928 de vergunning om de familienaam uit te breiden tot de Witte de Haelen, terwijl de tweede zoon Edouard, vergunning kreeg om zijn naam uit te breiden tot de Witte de Nokere.

## Léon de Witte de Haelen
- Léon Alphonse de Witte (1857-1933) werd, zoals zijn vader, beroepsofficier en eindigde zijn carrière eveneens als luitenant-generaal. Hij trouwde in 1888 in Antwerpen met Berthe Lysen. Ze kregen elf kinderen, 7 dochters en vier zoons, van wie slechts één voor mannelijke nazaten zorgde.

Na zijn actieve deelname aan de Eerste Wereldoorlog, kreeg Léon in 1921 de titel baron, overdraagbaar bij eerstgeboorte en in 1928 vergunning om de Haelen aan de familienaam toe te voegen, bij hem en bij zijn zoons Jacques en Michel. De toevoeging verwees naar een veldslag tijdens de Eerste Wereldoorlog, waarbij luitenant-generaal de Witte het commando voerde. In Etterbeek werd daarom een cavaleriekazerne naar hem vernoemd.

## Edouard de Witte de Nokere
- Edouard Alphonse Louis Bruno de Witte (1858-1934) kreeg in 1932 vergunning om de Nokere aan de familienaam toe te voegen. Hij werd arrondissementscommissaris en trouwde met Antoinette Jespers (1856-1934).
  - Alfred de Witte de Nokere (1880-1935) werd burgemeester van Nokere. Hij trouwde met Paddy Légeret (°1892). Het echtpaar bleef kinderloos.